# کولمن دومینگو
کولمن جیسون دومینگو (انگلیسی: Colman Jason Domingo؛ زادهٔ ۲۸ نوامبر ۱۹۶۹) بازیگر، نمایش‌نامه‌نویس و کارگردان آمریکایی است. او در سال‌های ۲۰۲۳ و ۲۰۲۴ برای بازی در نقش کنشگر حقوق مدنی یعنی بایارد راستین در راستین و برای بازی در نقش یک زندانی در سینگ سینگ نامزد جایزه اسکار بهترین بازیگر مرد شد.
دیگر کارهای سینمایی او شامل نقش‌های مکمل در لینکلن (۲۰۱۲)، سلما (۲۰۱۴)، اگر خیابان بیل می‌توانست حرف بزند (۲۰۱۸) و بلک باتم ما رینی (۲۰۲۰) می‌شود.

## زندگی شخصی
دومینگو سومین فرزند از چهار فرزند خانواده است. او در فیلادلفیا توسط مادرش، ادیت بولز و همسر مادرش در یک خانواده طبقه کارگر به دنیا آمد و بزرگ شد. مادرش خانه‌دار بود و همچنین در یک بانک کار می‌کرد، در حالی که ناپدری‌اش، کلارنس، برای امرار معاش کف خانه‌ها را تعمیر می‌کرد. ادیت در سال ۲۰۰۶، یک روز پس از تست بازیگری دومینگو برای تئاتر موزیکال Passing Strange درگذشت. ناپدری او چند ماه زودتر فوت کرده بود.
پدر اصلی دومینگو اهل بلیز بود و اقوامش اهل گواتمالا بودند. او قبلاً وقتی دومینگو نه ساله بود خانواده را ترک کرده بود. دومینگو در دوران کودکی دچار اختلال گفتاری بود و مادرش او را به کلاس‌های گفتار درمانی فرستاد.
دومینگو فارغ‌التحصیل دبیرستان اوربروک در سال ۱۹۸۷ است، و بعداً به دانشگاه تمپل رفت و در آن‌جا در رشتهٔ روزنامه‌نگاری تحصیل کرد. به زودی پس از آن، او به سانفرانسیسکو، کالیفرنیا نقل مکان کرد. او در آن‌جا بازیگری را آغاز کرد و عمدتاً در تولیدات تئاتر حضور داشت.
دومینگو در سال ۲۰۱۴ در دانشگاه تگزاس در آستین، در سال ۲۰۱۵ در مؤسسه ملی تئاتر اونیل، و در سال ۲۰۱۶ در دانشگاه ویسکانسین-مدیسن، کلاس‌ها و سخنرانی‌هایی را برگزار کرد.
دومینگو همجنسگرا است و در سال ۲۰۱۴ با رائول دومینگو ازدواج کرد.